# Tre Fontane
Tre Fontane ist ein Ortsteil (Fraktion) der Gemeinde Campobello di Mazara im Freien Gemeindekonsortium Trapani auf Sizilien.
Das Dorf liegt ca. 7 km vom Hauptort entfernt an der Südküste Siziliens zwischen Selinunte und Mazara del Vallo etwa 4 m über dem Meeresspiegel. Es hat 673 Einwohner.